# Nocé
Pour les articles homonymes, voir Noces.
Nocé est une ancienne commune française, située dans le département de l'Orne en région Normandie, devenue le 1er janvier 2016 une commune déléguée au sein de la commune nouvelle de Perche en Nocé.
Elle est peuplée de 691 habitants.

## Géographie

### Localisation
La commune est au cœur du Perche, dans la haute vallée de l'Erre, dans le sud-est de l'Orne et le sud de la Normandie, mais historiquement compris dans le comté du Perche. Son bourg est à 9 km à l'est de Bellême, à 12 km au sud-ouest de Rémalard, à 14 km au nord-est de Nogent-le-Rotrou et à 21 km au sud-est de Mortagne-au-Perche.
| Colonard-Corubert (comm. nouv. de Perche en Nocé)      | Colonard-Corubert (comm. nouv. de Perche en Nocé), Bellou-sur-Huisne (comm. nouv. de Rémalard-en-Perche) | Verrières                             |
| Saint-Jean-de-la-Forêt (comm. nouv. de Perche en Nocé) | Nocé | Dancé (comm. nouv. de Perche en Nocé) |
| Saint-Aubin-des-Grois (comm. nouv. de Perche en Nocé)  | Préaux-du-Perche (comm. nouv. de Perche en Nocé)                                                         | Berd'huis                             |

### Géologie et relief
- membre du Parc naturel régional du Perche.
- Collines et coteaux du Perche.

### Hydrographie
- Rivière l'Erre[4],[5].
- Cours d'eau confluent : L'Huisne.

### Climat
Climat classé Cfb dans la classification de Köppen et Geiger.

## Urbanisme

### Risques naturels et technologiques
Commune située dans une zone de sismicité très faible.

## Toponymie
Nom tiré d'un type toponymique *Naviciacum, nom en -acum, signifiant « propriété de Navicius »,, patronyme roman (VIe – IXe siècles). Attesté seulement en 1145 sous la forme Noceium.
La commune de Saint-Quentin-le-Petit, intégrée en 1840, porte, au cours de la période révolutionnaire de la Convention nationale (1792-1795), le nom d'Unité.
Le gentilé est Nocéen.

## Histoire
Le fief de Courboyer, cité en 1364, relevait de la châtellenie de Bellême. Le manoir est construit à la fin XVe siècle.
En 1840, Nocé qui comptait 1 406 habitants en 1836 absorbe la commune de Saint-Quentin-le-Petit et ses 200 habitants.
L'assassinat de madame Chauveau par son cousin, le vagabond Alphonse Belot, le 7 janvier 1909 a défrayé la chronique judiciaire ornaise, jugé à la cour d'assises de l'Orne le 9 avril de la même année.
Le 1er janvier 2016, Nocé intègre avec cinq autres communes la commune de Perche-en-Nocé créée sous le régime juridique des communes nouvelles instauré par la loi no 2010-1563 du 16 décembre 2010 de réforme des collectivités territoriales. Les communes de Dancé, Colonard-Corubert, Nocé, Préaux-du-Perche, Saint-Aubin-des-Grois, Saint-Jean-de-la-Forêt deviennent des communes déléguées et Nocé est le chef-lieu de la commune nouvelle.

## Politique et administration

### Découpage territorial

#### Commune et intercommunalités
Commune membre de la communauté de communes Cœur du Perche.

### Élections municipales et communautaires

#### Liste des maires
| Période                                  | Période       | Identité              | Étiquette | Qualité               |
| ---------------------------------------- | ------------- | --------------------- | --------- | --------------------- |
| 1991                                     | mars 2008     | Jean-Paul Hoppenot    |           |                       |
| mars 2008                                | décembre 2015 | Philippe Planchenault | SE        | Chef de poste enrobés |
| Les données manquantes sont à compléter. |               |                       |           |                       |

Le conseil municipal était composé de quinze membres dont le maire et trois adjoints. Ces conseillers intègrent au complet le conseil municipal de Perche-en-Nocé le 1er janvier 2016 jusqu'en 2020 et Philippe Planchenault devient maire délégué.

## Équipements et services publics

### Espaces publics
La commune est une ville fleurie (deux fleurs) au concours des villes et villages fleuris.

## Population et société

### Démographie

#### Évolution démographique
En 2022, la commune comptait 691 habitants. Depuis 2004, les enquêtes de recensement dans les communes de moins de 10 000 habitants ont lieu tous les cinq ans (en 2008, 2013, 2018, etc. pour Nocé) et les chiffres de population municipale légale des autres années sont des estimations.
Nocé a compté jusqu'à 1 735 habitants en 1846.
| 1793  | 1800  | 1806  | 1821  | 1836  | 1841  | 1846  | 1851  | 1856  |
| ----- | ----- | ----- | ----- | ----- | ----- | ----- | ----- | ----- |
| 1 145 | 1 161 | 1 202 | 1 259 | 1 406 | 1 664 | 1 735 | 1 661 | 1 655 |

| 1861  | 1866  | 1872  | 1876  | 1881  | 1886  | 1891  | 1896  | 1901  |
| ----- | ----- | ----- | ----- | ----- | ----- | ----- | ----- | ----- |
| 1 603 | 1 589 | 1 520 | 1 561 | 1 415 | 1 349 | 1 401 | 1 208 | 1 166 |

| 1906  | 1911  | 1921 | 1926 | 1931 | 1936 | 1946 | 1954 | 1962 |
| ----- | ----- | ---- | ---- | ---- | ---- | ---- | ---- | ---- |
| 1 097 | 1 112 | 949  | 942  | 926  | 865  | 887  | 828  | 782  |

| 1968 | 1975 | 1982 | 1990 | 1999 | 2008 | 2013 | 2018 | 2020 |
| ---- | ---- | ---- | ---- | ---- | ---- | ---- | ---- | ---- |
| 705  | 633  | 588  | 735  | 760  | 780  | 750  | 731  | 726  |

| 1793 | 1800 | 1806 | 1821 | 1836 |
| ---- | ---- | ---- | ---- | ---- |
| 180  | 200  | 198  | 203  | 200  |

### Sports et loisirs
Le Football Club percheron nocéen fait évoluer une équipe de football en division de district.

## Économie

### Entreprises et commerces

#### Agriculture
- Activités passées : Le chanvre et le lin; la vigne et le vin[22].

#### Tourisme
- Gîtes et chambres d'hôtes[23].
- Restaurants[24].

#### Commerces
- Commerces et services de proximité à Nogent-le-Rotrou, Berd'hui.
- Services de proximité à Perche en Nocé[25].

## Culture locale et patrimoine

### Lieux et monuments
- Église Saint-Martin, des XIIe, XIIIe, XVIe et XVIIIe siècles, partiellement inscrite au titre des monuments historiques[26].
- Presbytère du XVIe siècle, surélevé en 1825[27].
- Manoir de Courboyer, des XVe et XVIe siècles, classé au titre des monuments historiques[28]. Ses dépendances abritent la maison du parc naturel régional du Perche.
- Manoir de Lormarin, des XVe et XVIe siècles, inscrit au titre des monuments historiques[29]. Il abrite un magasin d'antiquités-brocante et une activité de chambre d'hôtes[30],[31].
- Manoir de Barville, des XVIe, XVIIe et XVIIIe siècles, partiellement inscrit au titre des monuments historiques[32].
- Manoir de Beaulieu, du XVIe siècle. Il se présente sous la forme d'un double corps de logis surveillé par deux tours d'angle[33].

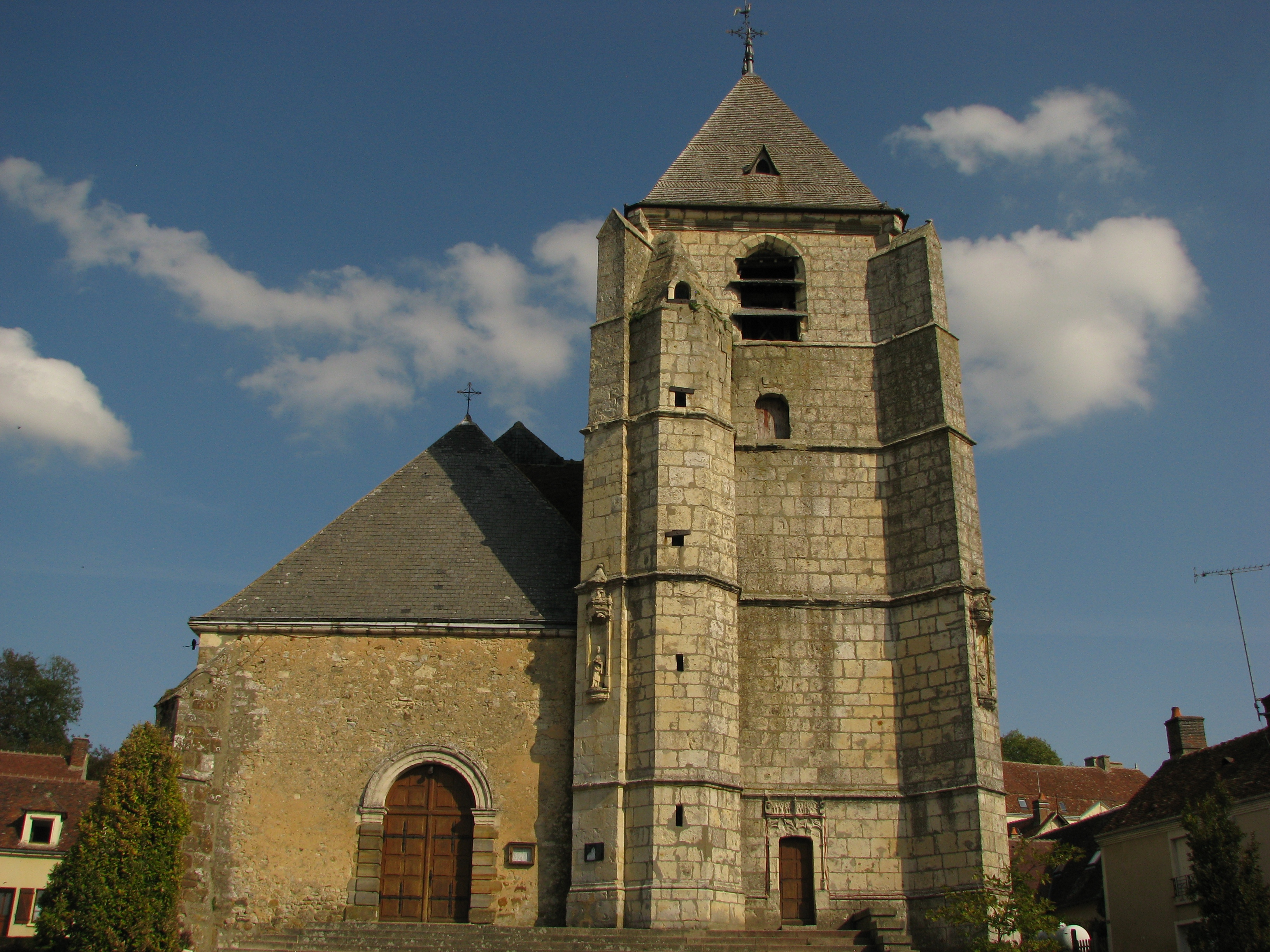
L'église Saint-Martin.
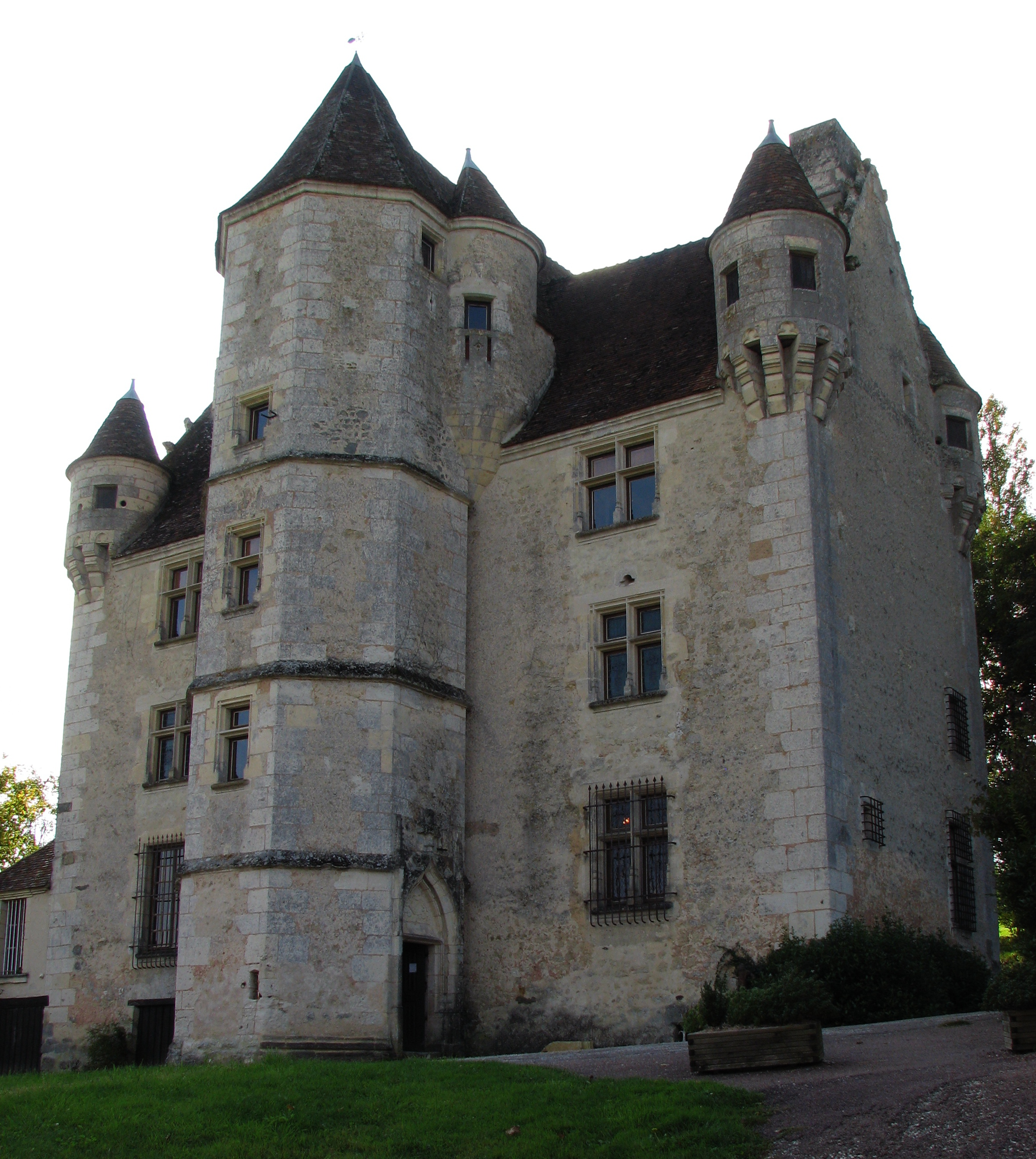
Le manoir de Courboyer.
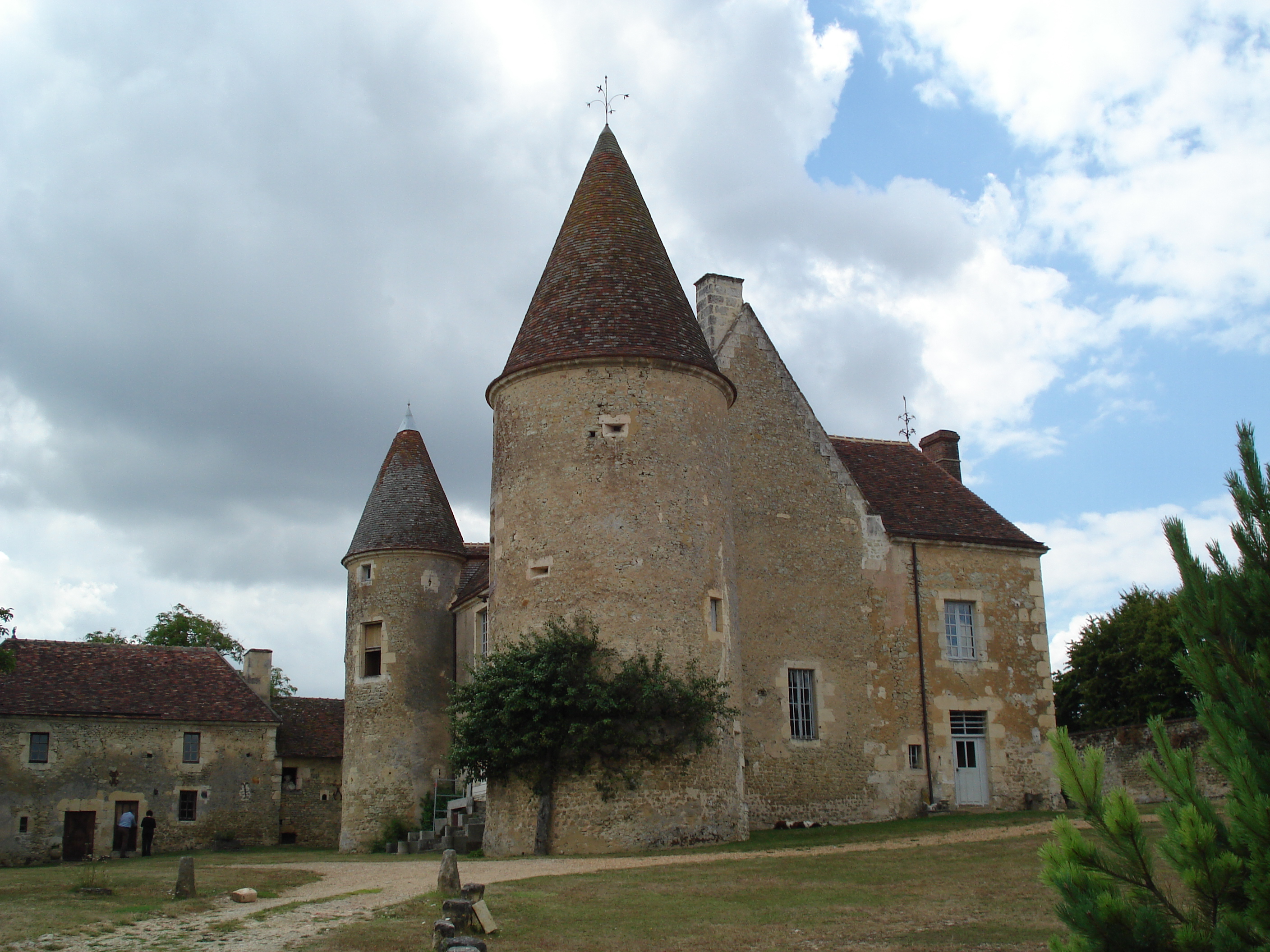
Le manoir de Lormarin.
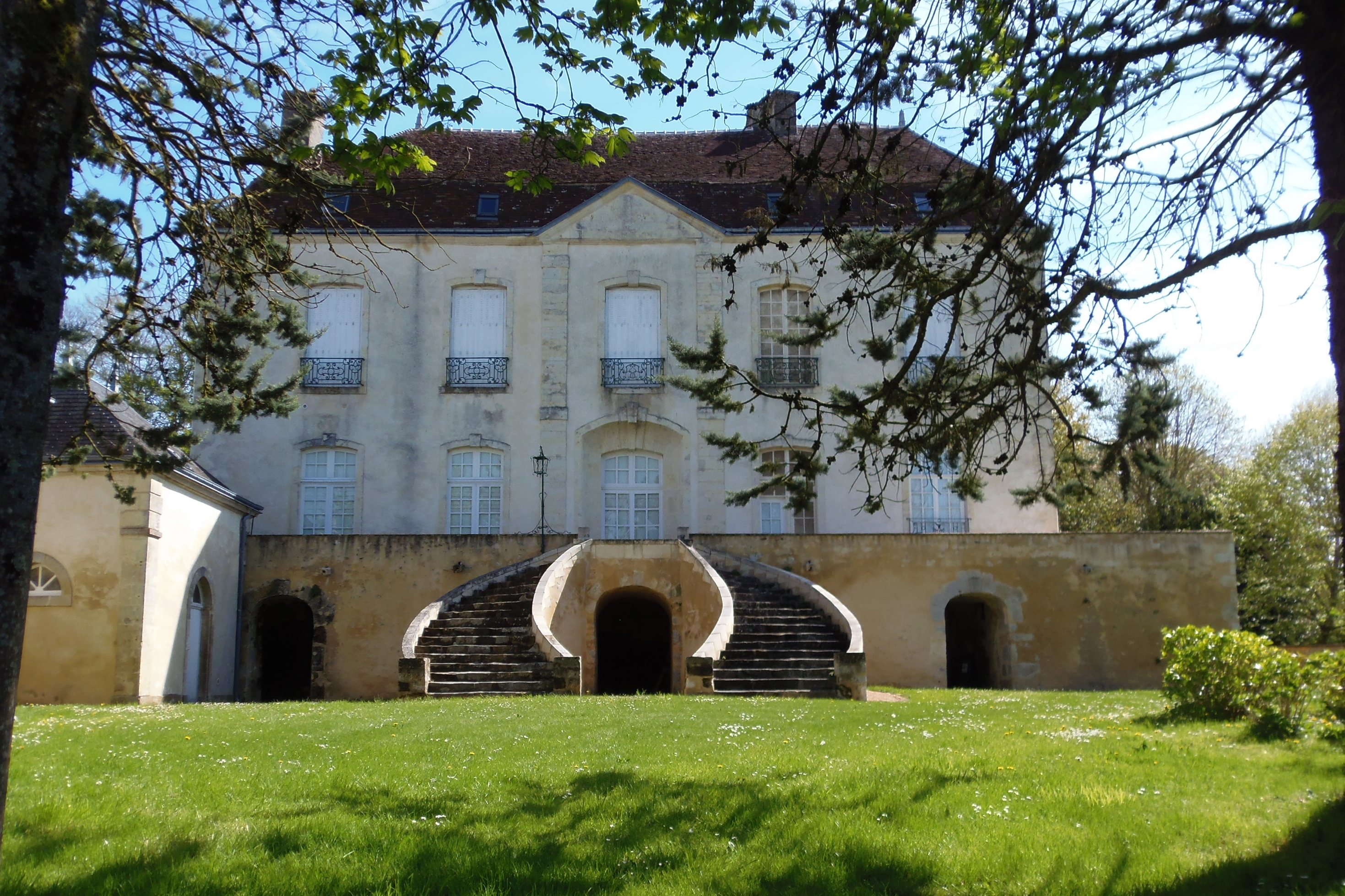
Le manoir de Barville.

### Personnalités liées à la commune
- Pierre de Fontenay sire de la Reynière (1541-1610), capitaine de la ville et du château de Bellême, gouverneur du Perche de 1589 à 1610, il fut propriétaire du manoir de Courboyer à Nocé.
- Jacques Laporte, né à Nocé en 1627, est l'ancêtre des Laporte canadiens. Paul de Chomedey de Maisonneuve, fondateur de Montréal, fut son témoin de mariage en 1657[34].
- Georges Garreau (1852 à Nocé-1943), homme politique.
- Léopold Nègre (1879-1961) est enterré au cimetière de Nocé : médecin et biologiste, chef de service à l'Institut Pasteur, président de la Société française de la tuberculose ; il a participé à l'élaboration du BCG, Son beau-père, François Charon, médecin, gendre du pasteur John Bost, est né à Nocé.

Noms de famille représentatifs de Nocé
- Famille Mercier
- Famille Lemeunier
- Famille Quillet
- Famille Giraud

### Héraldique
| Blason de Nocé | Blason  | D'or au sautoir de gueules cantonné de quatre lionceaux de sable. |
| Blason de Nocé | Détails | Blason modifié en 2011, D'or au sautoir engrelé de gueules, chargé de deux crosses passées en sautoir d'or, dans le sens de la bande, et d'argent dans celui de la barre, cantonné de quatre tours couvertes de sable et ouvertes du champ. Armes des Barville, seigneurs de Nocé dont les lionceaux sont remplacés par des tours évoquant Beaulieu, Courboyer, Lormarin et La Ribaudrie, manoirs de la commune. |